# Клипан (община)
Община Клипан (на шведски: Klippans kommun) е разположена в лен Сконе, югоизточна Швеция с обща площ 381 km2 и население 16 715 души (към 31 декември 2013). Административен център на община Клипан е едноименния град Клипан.